# ナルマダー川

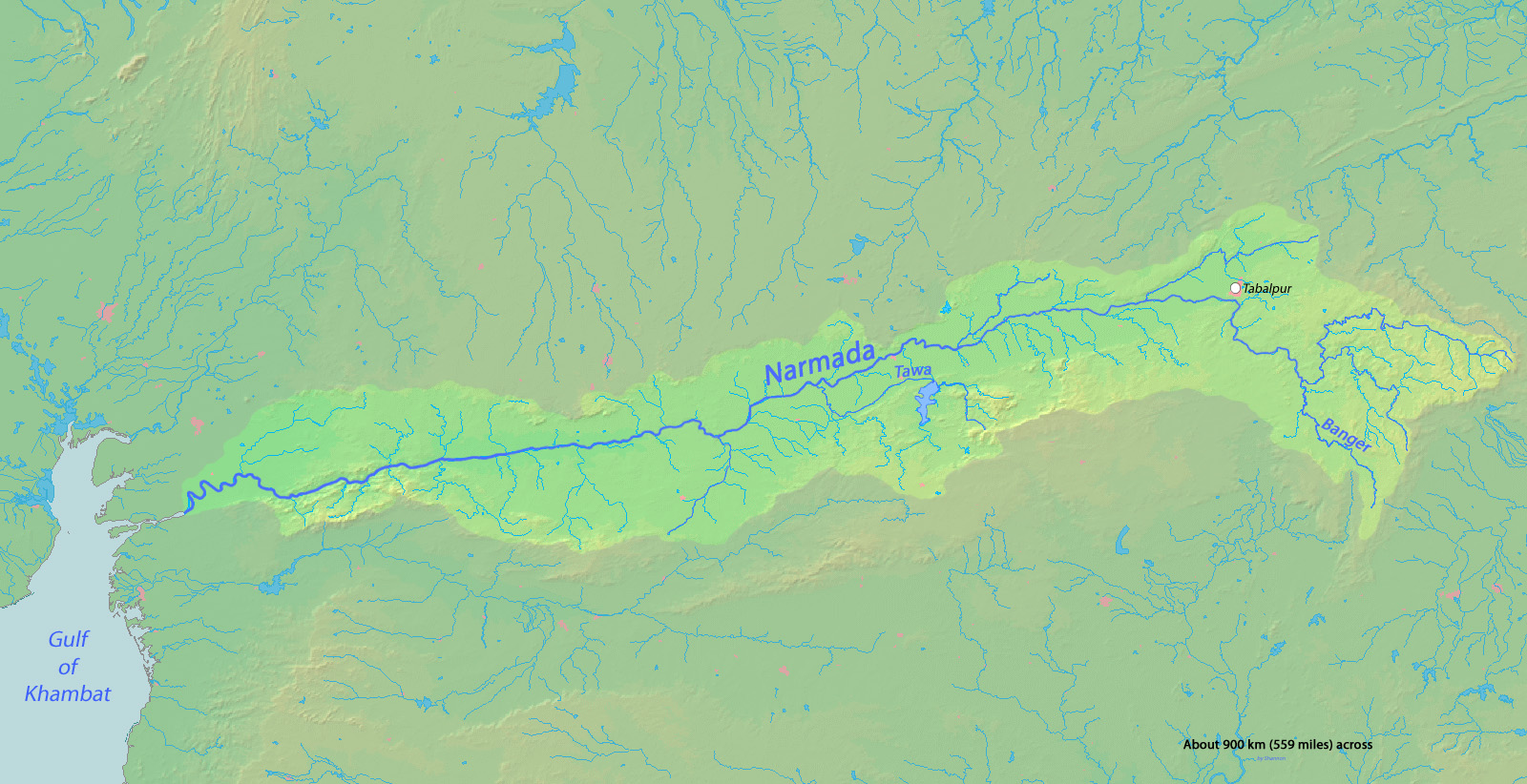
ナルマダー川流域

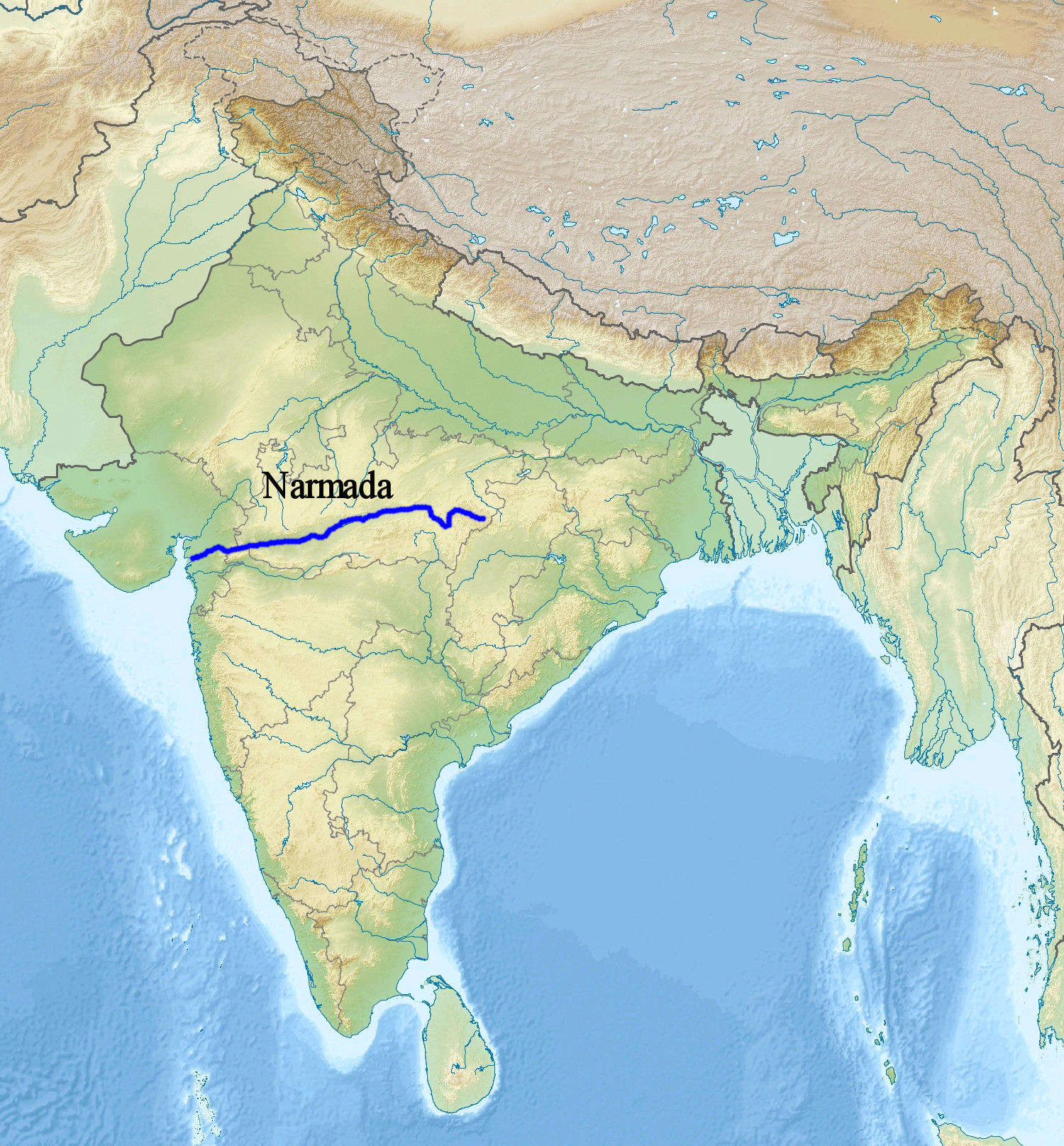
ナルマダー川の位置

ナルマダー川（ナルマダーがわ）、ナルマダ川 (ナルマダがわ、નર્મદા, नर्मदा, Narmada River)、または ナルバダ川（ナルバダがわ）は、北回帰線のやや南側を流れるインドの川。ヴェーダにも歌われる。
現マディヤ・プラデーシュ州の都市ジャバルプル付近からおおむね東西方向に流れ、グジャラート州を横切って、カーティヤーワール半島の南東、アラビア海のカンバート湾に注ぐ。
古来、マールワーと呼ばれた地域の南部を占める川であり、西アジアとの交易をめぐって、ヴァルダナ朝とバーダーミのチャールキヤ朝、プラティーハーラ朝とラーシュトラクータ朝の抗争に見られるようにデカン高原地方の王朝と北インドの王朝の国境地帯となり係争地になった。

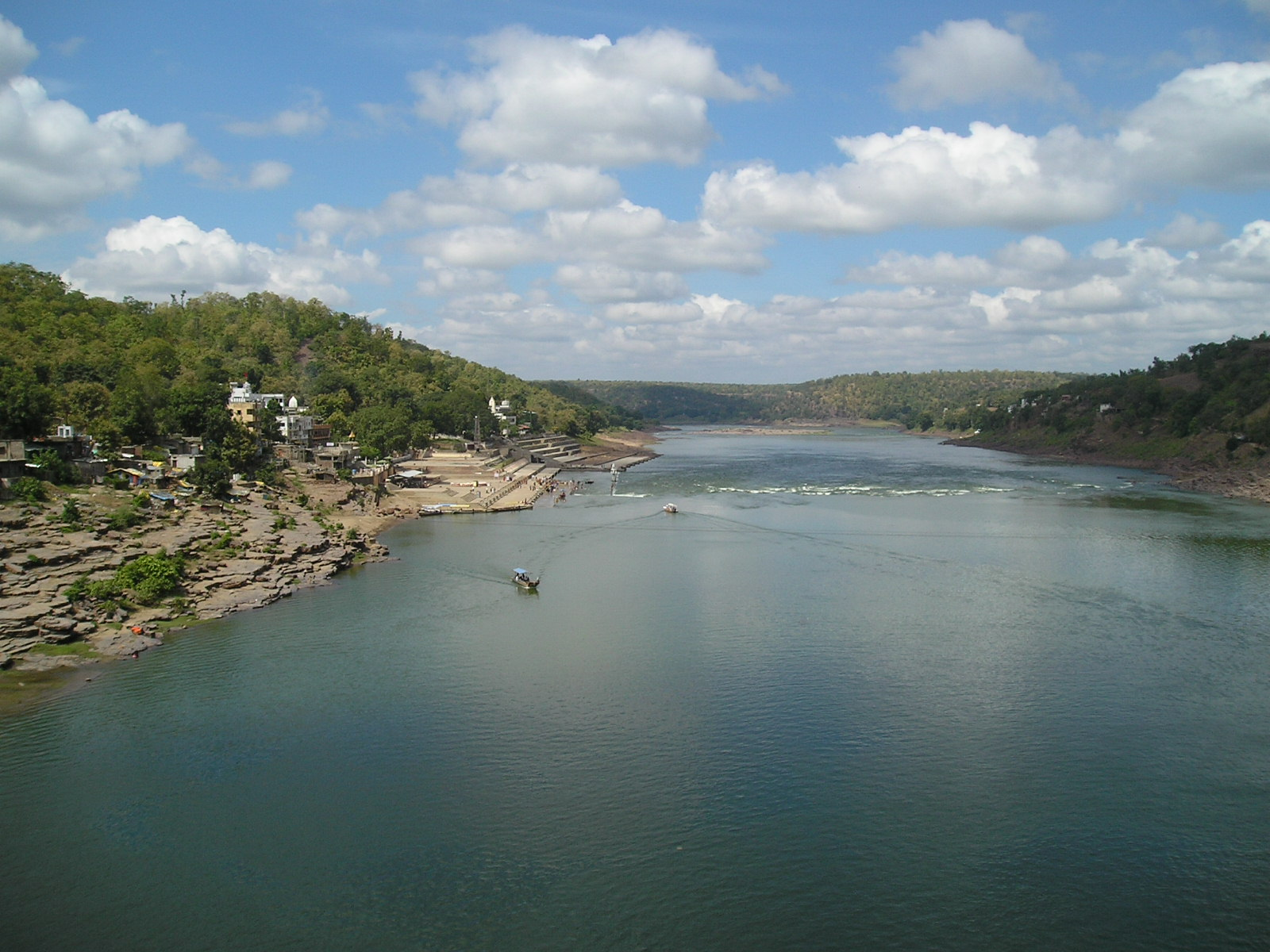
ナルマダー川